# Крістіано Каратті
Крістіано Каратті (італ. Cristiano Caratti; нар. 24 травня 1970) — колишній італійський тенісист.
Найвищу одиночну позицію світового рейтингу — 26 місце досяг 22 липня 1991, парну — 148 місце — 16 липня 1990 року.
Здобув 7 одиночних та 1 парний титул.
Найвищим досягненням на турнірах Великого шолома був чвертьфінал в одиночному розряді.

## Фінали турнірів ATP за кар'єру

### Одиночний розряд: 1 (1 поразка)
| Легенда                         |
| ------------------------------- |
| Турніри Великого шлема (0–0)    |
| Фінали Світового туру ATP (0–0) |
| Серія Мастерс ATP (0–0)         |
| Серія турнірів ATP (0–0)        |
| Світова серія ATP (0–1)         |

| Фінали за покриттям |
| ------------------- |
| Тверде (0–0)        |
| Ґрунт (0–0)         |
| Трава (0–0)         |
| Килим (0–1)         |

| Фінали за типом корту |
| --------------------- |
| Відкритий корт (0–0)  |
| Закритий корт (0–1)   |

| Результат | В-П | Дата     | Турнір        | Рівень        | Покриття | Суперник         | Рахунок  |
| --------- | --- | -------- | ------------- | ------------- | -------- | ---------------- | -------- |
| Поразка   | 0–1 | Лют 1991 | Мілан, Італія | Світова серія | Килим    | Олександр Волков | 1–6, 5–7 |

### Парний розряд: 1 (1 поразка)
| Легенда                         |
| ------------------------------- |
| Турніри Великого шлема (0–0)    |
| Фінали Світового туру ATP (0–0) |
| Серія Мастерс ATP (0–0)         |
| Серія турнірів ATP (0–0)        |
| Світова серія ATP (0–1)         |

| Фінали за покриттям |
| ------------------- |
| Тверде (0–0)        |
| Ґрунт (0–1)         |
| Трава (0–0)         |
| Килим (0–0)         |

| Фінали за типом корту |
| --------------------- |
| Відкритий корт (0–1)  |
| Закритий корт (0–0)   |

| Результат | В-П | Дата     | Турнір        | Рівень        | Покриття | Партнер           | Суперники                     | Рахунок  |
| --------- | --- | -------- | ------------- | ------------- | -------- | ----------------- | ----------------------------- | -------- |
| Поразка   | 0–1 | Чер 1990 | Генуя, Італія | Світова серія | Ґрунт    | Федеріко Мордеган | Томас Карбонелл Удо Ріглевскі | 6–7, 6–7 |

## Фінали ATP Челленджер і ITF Ф'ючерс

### Одиночний розряд: 19 (7–12)
| Легенда               |
| --------------------- |
| ATP Челленджер (7–11) |
| ITF Ф'ючерс (0–1)     |

| Фінали за покриттям |
| ------------------- |
| Тверде (6–10)       |
| Ґрунт (0–0)         |
| Трава (0–0)         |
| Килим (1–2)         |

| Результат | В-П  | Дата     | Турнір                       | Рівень     | Покриття | Суперник              | Рахунок            |
| --------- | ---- | -------- | ---------------------------- | ---------- | -------- | --------------------- | ------------------ |
| Поразка   | 0–1  | Лип 1989 | Дублін, Ірландія             | Челленджер | Килим    | Генрік Гольм          | 0–6, 6–4, 3–6      |
| Перемога  | 1–1  | Сер 1990 | Віннетка, США                | Челленджер | Тверде   | Кріс Гарнер           | 7–6, 6–1           |
| Перемога  | 2–1  | Гру 1990 | Босонанс, Швейцарія          | Челленджер | Тверде   | Міхіл Схаперс         | 6–4, 3–6, 7–6      |
| Перемога  | 3–1  | Бер 1991 | Індіан-Веллс, США            | Челленджер | Тверде   | Джиммі Аріес          | 6–7, 6–4, 6–2      |
| Перемога  | 4–1  | Лют 1993 | Вольфсбург, Німеччина        | Челленджер | Килим    | Ларс Кословскі        | 6–7, 6–1, 6–2      |
| Поразка   | 4–2  | Лип 1993 | Аптос, США                   | Челленджер | Тверде   | Патрік Рафтер         | 2–6, 3–6           |
| Перемога  | 5–2  | Лип 1993 | Монтебелло, Канада           | Челленджер | Тверде   | Стів Браян            | 4–6, 7–5, 6–2      |
| Поразка   | 5–3  | Січ 1994 | Гайльбронн, Німеччина        | Челленджер | Килим    | Маркус Цюкке          | 3–6, 4–6           |
| Поразка   | 5–4  | Лип 1994 | Віннетка, США                | Челленджер | Тверде   | Вінс Спейдія          | 1–6, 6–4, 5–7      |
| Поразка   | 5–5  | Гру 1994 | Андорра-ла-Велья, Андорра    | Челленджер | Тверде   | Пол Векеса            | 4–6, 5–7           |
| Поразка   | 5–6  | Лип 1997 | Гранбі, Канада               | Челленджер | Тверде   | Вейн Блек             | 1–6, 2–6           |
| Перемога  | 6–6  | Вер 1997 | Азорські острови, Португалія | Челленджер | Тверде   | Оскар Буррієса        | 3–6, 6–3, 6–4      |
| Поразка   | 6–7  | Жов 1998 | Даллас, США                  | Челленджер | Тверде   | Деніел Нестор         | 1–6, 2–6           |
| Поразка   | 6–8  | Січ 1999 | США F2, Маямі                | Ф'ючерс    | Тверде   | Кріс Ґоссенс          | 4–6, 6–7           |
| Поразка   | 6–9  | Жов 1999 | Сан-Антоніо, США             | Челленджер | Тверде   | Марк Ноулз (тенісист) | 4–6, 6–3, 1–6      |
| Поразка   | 6–10 | Лис 2000 | Лас-Вегас, США               | Челленджер | Тверде   | Невілл Годвін         | 3–6, 3–6           |
| Перемога  | 7–10 | Лис 2000 | Ноксвілл, США                | Челленджер | Тверде   | Енді Роддік           | 3–6, 7–6(7–1), 6–4 |
| Поразка   | 7–11 | Лис 2001 | Прага, Чехія                 | Челленджер | Тверде   | Ота Фукарек           | 3–6, 3–6           |
| Поразка   | 7–12 | Сер 2002 | Кордова, Іспанія             | Челленджер | Тверде   | Жан-Франсуа Башло     | 5–7, 6–3, 4–6      |

### Парний розряд: 6 (1–5)
| Легенда              |
| -------------------- |
| ATP Челленджер (1–4) |
| ITF Ф'ючерс (0–1)    |

| Фінали за покриттям |
| ------------------- |
| Тверде (0–3)        |
| Ґрунт (0–1)         |
| Трава (0–0)         |
| Килим (1–1)         |

| Результат | В-П | Дата     | Турнір                | Рівень     | Покриття | Партнер           | Суперники                           | Рахунок       |
| --------- | --- | -------- | --------------------- | ---------- | -------- | ----------------- | ----------------------------------- | ------------- |
| Поразка   | 0–1 | Лип 1989 | Фюрт, Німеччина       | Челленджер | Ґрунт    | Федеріко Мордеган | Габричідзе Володимир Дмитро Поляков | 4–6, 7–6, 4–6 |
| Поразка   | 0–2 | Бер 1990 | Єрусалим, Ізраїль     | Челленджер | Тверде   | Крістіан Бранді   | Генрік Гольм Петер Нюборґ           | 1–6, 6–2, 3–6 |
| Перемога  | 1–2 | Бер 1993 | Бергамо, Італія       | Челленджер | Килим    | Крістіан Бранді   | Сандер Гройн Арне Томс              | 4–6, 6–4, 6–1 |
| Поразка   | 1–3 | Лип 1993 | Аптос, США            | Челленджер | Тверде   | Грант Дойл        | Гілад Блюм Крістіан Сакіану         | 5–7, 3–6      |
| Поразка   | 1–4 | Січ 1994 | Гайльбронн, Німеччина | Челленджер | Килим    | Омар Кампорезе    | Гірт Дзелде Матіас Гунінґ           | 4–6, 2–6      |
| Поразка   | 1–5 | Січ 1999 | США F2, Маямі         | Ф'ючерс    | Тверде   | Мануель Джоркуера | Скотт Гамфріс Джим Томас            | 4–6, 3–6      |

## Юніорські фінали турнірів Великого шолома

### Парний розряд: 1 (1 поразка)
| Результат | Рік  | Турнір                               | Покриття | Partnet          | Суперники                         | Рахунок  |
| --------- | ---- | ------------------------------------ | -------- | ---------------- | --------------------------------- | -------- |
| Поразка   | 1988 | Відкритий чемпіонат Франції з тенісу | Ґрунт    | Горан Іванишевич | Тодд Вудбрідж Джейсон Столтенберг | 6–7, 5–7 |

## Досягнення
| W | Ф | ПФ | ЧФ | #Р | КТ | К# | DNQ | A | NH |

### Одиночний розряд
| Турніри Великого шлему                 |     |     |                   |                   |                   |                   |                   |                   |                   |                   |                   |                   |                   |                   |        |       |     |
| Відкритий чемпіонат Австралії з тенісу | К2р | ЧФ  | 2р                | 1р                | 1р                | 2р                | К2р               | К2р               | К1р               |                   | К2р               | К2р               |                   |                   | 0 / 5  | 6–5   | 55% |
| Відкритий чемпіонат Франції з тенісу   |     | 2р  |                   |                   | 1р                | 1р                | К1р               | 1р                | К3р               | К2р               | К2р               | К1р               | К1р               | К1р               | 0 / 4  | 1–4   | 20% |
| Вімблдонський турнір                   |     | 1р  |                   |                   |                   | 2р                | 1р                |                   |                   | 1р                | К2р               | К3р               | 1р                | К2р               | 0 / 5  | 1–5   | 17% |
| Відкритий чемпіонат США з тенісу       | 3р  | 2р  | 1р                | 1р                | К1р               | 1р                | К1р               | 1р                | К1р               | 2р                | К2р               | 1р                | К1р               | К1р               | 0 / 8  | 4–8   | 33% |
| В-П                                    | 2–1 | 6–4 | 1–2               | 0–2               | 0–2               | 2–4               | 0–1               | 0–2               | 0–0               | 1–2               | 0–0               | 0–1               | 0–1               | 0–0               | 0 / 22 | 12–22 | 35% |
| Виступи за країну                      |     |     |                   |                   |                   |                   |                   |                   |                   |                   |                   |                   |                   |                   |        |       |     |
| Теніс на Олімпійських іграх            | NH  | NH  | 1р                | Не проводили      | Не проводили      | Не проводили      |                   | Не проводили      | Не проводили      | Не проводили      |                   | Не проводили      | Не проводили      | Не проводили      | 0 / 1  | 0–1   | 0%  |
| Завершальний турнір сезону             |     |     |                   |                   |                   |                   |                   |                   |                   |                   |                   |                   |                   |                   |        |       |     |
| Кубок Великого шлему                   | DNQ | 1р  | Не кваліфікувався | Не кваліфікувався | Не кваліфікувався | Не кваліфікувався | Не кваліфікувався | Не кваліфікувався | Не кваліфікувався | Не кваліфікувався | Не кваліфікувався | Не кваліфікувався | Не кваліфікувався | Не кваліфікувався | 0 / 1  | 0–1   | 0%  |
| Тур ATP Мастерс 1000                   |     |     |                   |                   |                   |                   |                   |                   |                   |                   |                   |                   |                   |                   |        |       |     |
| Індіан-Веллс                           |     | 1р  | 1р                | К1р               |                   |                   | К1р               |                   |                   |                   |                   |                   |                   |                   | 0 / 2  | 0–2   | 0%  |
| Відкритий чемпіонат Маямі з тенісу     |     | ЧФ  | 1р                | К3р               |                   |                   | 1р                |                   |                   |                   |                   |                   |                   |                   | 0 / 3  | 3–3   | 50% |
| Монте-Карло                            |     | 2р  | 1р                | К1р               | К1р               | К1р               |                   | К1р               |                   | К1р               |                   |                   |                   |                   | 0 / 2  | 1–2   | 33% |
| Гамбург                                |     | 1р  | 1р                |                   |                   |                   |                   | К2р               |                   | К1р               |                   |                   |                   |                   | 0 / 2  | 4–2   | 67% |
| Рим                                    |     | 3р  | 1р                | 1р                | К1р               |                   | 1р                | К1р               |                   |                   | К1р               |                   |                   |                   | 0 / 4  | 2–4   | 33% |
| Мастерс Канада                         |     | 1р  | 1р                |                   |                   | 1р                |                   | 2р                |                   |                   |                   | К1р               |                   |                   | 0 / 4  | 1–4   | 20% |
| Мастерс Цинциннаті                     |     | 1р  |                   | К1р               | 2р                | К3р               | 3р                | К1р               |                   | К1р               |                   |                   |                   |                   | 0 / 3  | 3–3   | 50% |
| Париж                                  |     |     |                   |                   |                   |                   | 1р                | К1р               |                   |                   |                   |                   |                   |                   | 0 / 1  | 0–1   | 0%  |
| В-П                                    | 0–0 | 8–7 | 2–6               | 0–1               | 1–1               | 0–1               | 2–4               | 1–1               | 0–0               | 0–0               | 0–0               | 0–0               | 0–0               | 0–0               | 0 / 21 | 14–21 | 40% |